# J. Warren Kerrigan
George Jack Warren Kerrigan, conosciuto come J. Warren Kerrigan (New Albany, 25 luglio 1879 – Balboa Island, 9 giugno 1947), è stato un attore e produttore cinematografico statunitense.

## Biografia
Nato a New Albany in Indiana il 25 luglio 1879, Jack Kerrigan lavorò nella sua adolescenza come impiegato presso un magazzino, fino a quando non ebbe l'occasione di aprire un suo studio di produzione di vaudeville. Continuando a lavorare nel mercato azionario ha comunque frequentato l'Università dell'Illinois - Urbana-Champaign.
Dall'età di circa 30 anni iniziò a fare qualche apparizione in film della Essanay Film Manufacturing Company, fino a firmare un contratto con l'American Film Corporation che lo portò ad avere molti ruoli da protagonista. Recitò in oltre 300 film fino al 1924.
Kerrigan era omosessuale e non si sposò mai. Visse con il suo amante James Vincent dal 1914 fino al 1947, quando il 9 giugno morì a causa di una polmonite, all'età di 67 anni. È sepolto nel Forest Lawn Memorial Park di Los Angeles.

## Filmografia

### Attore

#### 1911
- Mrs. Gay Life's Visitors, regia di Gilbert P. Hamilton e Sam Morris – cortometraggio (1911)
- The Borrowed Flat – cortometraggio (1911)
- Bertie's Bandit, regia di Frank Beal – cortometraggio (1911)
- The Genius – cortometraggio (1911)
- A Pittsburgh Millionaire, regia di Horace Vinton – cortometraggio (1911)
- On the Installment Plan – cortometraggio (1911)
- Strategy, regia di Allan Dwan – cortometraggio (1911)
- College Chums – cortometraggio (1911)
- The Rich and the Poor – cortometraggio (1911)
- The Job and the Girl, regia di Sam Morris – cortometraggio (1911)
- The Harem Skirt, regia di Sam Morris – cortometraggio (1911)
- The Talisman – cortometraggio (1911)
- Reddy's Redemption, regia di Horace Vinton – cortometraggio (1911)
- Bud Nevins, Bad Man, regia di Allan Dwan – cortometraggio (1911)
- The Boss of Lucky Ranch, regia di Allan Dwan – cortometraggio (1911)
- A California Love Story, regia di Allan Dwan – cortometraggio (1911)
- Crazy Gulch, regia di Allan Dwan – cortometraggio (1911)
- The Opium Smuggler, regia di Allan Dwan – cortometraggio (1911)
- The Sheriff's Captive, regia di Allan Dwan – cortometraggio (1911)
- The Ranchman's Vengeance, regia di Allan Dwan – cortometraggio (1911)
- A Cowboy's Sacrifice, regia di Allan Dwan – cortometraggio (1911)
- Branding a Bad Man, regia di Allan Dwan – cortometraggio (1911)
- A Western Dream, regia di Allan Dwan – cortometraggio (1911)
- As in a Looking Glass, regia di Allan Dwan – cortometraggio (1911)
- A Trooper's Heart, regia di Allan Dwan (1911) – cortometraggio
- A Daughter of Liberty, regia di Allan Dwan – cortometraggio (1911)
- The Ranch Tenor, regia di Allan Dwan – cortometraggio (1911)
- Rattlesnakes and Gunpowder, regia di Allan Dwan – cortometraggio (1911)
- The Sheepman's Daughter, regia di Allan Dwan – cortometraggio (1911)
- The Sage-Brush Phrenologist, regia di Allan Dwan – cortometraggio (1911)
- The Elopement on Double L Ranch, regia di Allan Dwan – cortometraggio (1911)
- $5000 Reward, Dead or Alive, regia di Allan Dwan – cortometraggio (1911)
- The Witch of the Range, regia di Allan Dwan – cortometraggio (1911)
- The Cowboy's Ruse, regia di Allan Dwan – cortometraggio (1911)
- Law and Order on Bar L Ranch, regia di Allan Dwan – cortometraggio (1911)
- The Yiddisher Cowboy, regia di Allan Dwan – cortometraggio (1911)
- The Broncho Buster's Bride, regia di Allan Dwan – cortometraggio (1911)
- The Hermit's Gold, regia di Allan Dwan – cortometraggio (1911)
- The Sky Pilot's Intemperance, regia di Allan Dwan – cortometraggio (1911)
- The Actress and the Cowboys, regia di Allan Dwan – cortometraggio (1911)
- A Western Waif, regia di Allan Dwan – cortometraggio (1911)
- The Call of the Open Range, regia di Allan Dwan – cortometraggio (1911)
- The Schoolm'am of Snake, regia di Allan Dwan - non accreditato (1911)
- The Ranch Chicken, regia di Allan Dwan (1911)
- Cupid in Chaps, regia di Allan Dwan (1911)
- The Outlaw's Trail, regia di Allan Dwan (1911)
- The Ranchman's Nerve, regia di Allan Dwan (1911)
- When East Comes West
- The Cowboy's Deliverance, regia di Allan Dwan (1911)
- The Cattle Thief's Brand, regia di Allan Dwan (1911)
- The Parting of the Trails, regia di Allan Dwan (1911)
- The Cattle Rustler's End
- Cattle, Gold and Oil, regia di Allan Dwan (1911)
- The Ranch Girl, regia di Allan Dwan (1911)
- The Poisoned Flume, regia di Allan Dwan (1911)
- The Brand of Fear, regia di Allan Dwan (1911)
- The Blotted Brand, regia di Allan Dwan (1911)
- Auntie and the Cowboys, regia di Allan Dwan (1911)
- The Diamond Smugglers
- The Cowboy and the Artist, regia di Allan Dwan (1911)
- Three Million Dollars, regia di Allan Dwan (1911)
- The Mother of the Ranch, regia di Allan Dwan (1911)
- The Gun Man, regia di Allan Dwan (1911)
- The Claim Jumper, regia di Allan Dwan (1911)
- The Circular Fence, regia di Allan Dwan (1911)
- The Rustler Sheriff, regia di Allan Dwan (1911)
- The Love of the West, regia di Allan Dwan (1911)
- The Miner's Wife, regia di Allan Dwan (1911)
- The Land Thieves, regia di Allan Dwan (1911)
- The Cowboy and the Outlaw, regia di Allan Dwan (1911)
- Three Daughters of the West, regia di Allan Dwan – cortometraggio (1911)
- The Lonely Range, regia di Allan Dwan (1911)
- The Horse Thief's Bigamy, regia di Allan Dwan (1911)
- The Trail of the Eucalyptus, regia di Allan Dwan (1911)
- The Stronger Man, regia di Allan Dwan (1911)
- The Water War, regia di Allan Dwan (1911)
- The Three Shell Game, regia di Allan Dwan (1911)
- The Mexican, regia di Allan Dwan (1911)
- The Eastern Cowboy, regia di Allan Dwan (1911)
- The Way of the West, regia di Allan Dwan (1911)
- The Test, regia di Allan Dwan (1911)
- Jolly Bill of the Rocking R, regia di Allan Dwan – cortometraggio (1911)
- The Sheriff's Sisters, regia di Allan Dwan – cortometraggio (1911)
- The Angel of Paradise Ranch, regia di Allan Dwan (1911)
- The Smoke of the .45, regia di Allan Dwan – cortometraggio (1911)
- The Last Notch, regia di Allan Dwan (1911)
- The Gold Lust, regia di Allan Dwan – cortometraggio (1911)
- The Duel of the Candles – cortometraggio (1911)
- Bonita of El Cajon, regia di Allan Dwan – cortometraggio (1911)

#### 1912
- The Misadventures of a Claim Agent, regia di Allan Dwan – cortometraggio (1912)
- The Locket, regia di Allan Dwan (1912) – cortometraggio
- The Relentless Law, regia di Allan Dwan (1912) – cortometraggio
- Justice of the Sage, regia di Allan Dwan – cortometraggio (1912)
- Objections Overruled, regia di Allan Dwan – cortometraggio (1912)
- The Mormon, regia di Allan Dwan – cortometraggio (1912)
- Love and Lemons, regia di Allan Dwan – cortometraggio (1912)
- The Best Policy, regia di Allan Dwan – cortometraggio (1912)
- The Real Estate Fraud, regia di Allan Dwan – cortometraggio (1912)
- The Grub Stake Mortgage, regia di Allan Dwan – cortometraggio (1912)
- Where Broadway Meets the Mountains, regia di Allan Dwan – cortometraggio (1912)
- An Innocent Grafter, regia di Allan Dwan – cortometraggio (1912)
- Society and Chaps, regia di Allan Dwan – cortometraggio (1912)
- The Land Baron of San Tee, regia di Allan Dwan – cortometraggio (1912)
- An Assisted Elopement, regia di Allan Dwan – cortometraggio (1912)
- From the Four Hundred to the Herd, regia di Allan Dwan – cortometraggio (1912)
- The Broken Ties, regia di Allan Dwan – cortometraggio (1912)
- After School, regia di Allan Dwan – cortometraggio (1912)
- A Bad Investment, regia di Allan Dwan – cortometraggio (1912)
- The Full Value, regia di Allan Dwan – cortometraggio (1912)
- The Tramp's Gratitude, regia di Allan Dwan – cortometraggio (1912)
- Fidelity, regia di Allan Dwan – cortometraggio (1912)
- The Maid and the Man, regia di Allan Dwan – cortometraggio (1912)
- The Agitator, regia di Allan Dwan – cortometraggio (1912)
- The Ranchman's Marathon, regia di Allan Dwan – cortometraggio (1912)
- The Coward, regia di Allan Dwan – cortometraggio (1912)
- The Distant Relative, regia di Allan Dwan – cortometraggio (1912)
- The Range Detective, regia di Allan Dwan – cortometraggio (1912)
- Driftwood, regia di Allan Dwan – cortometraggio (1912)
- Her Mountain Home (o  The Eastern Girl), regia di Allan Dwan – cortometraggio (1912)
- The Pensioners, regia di Allan Dwan – cortometraggio (1912)
- The End of the Feud, regia di Allan Dwan – cortometraggio (1912)
- The Myth of Jamasha Pass, regia di Allan Dwan – cortometraggio (1912)
- The Other Wise Man, regia di Allan Dwan – cortometraggio (1912)
- The Haters, regia di Allan Dwan – cortometraggio (1912)
- The Thread of Life, regia di Allan Dwan – cortometraggio (1912)
- The Wandering Gypsy, regia di Allan Dwan – cortometraggio (1912)
- The Reward of Valor, regia di Allan Dwan – cortometraggio (1912)
- The Brand, regia di Allan Dwan – cortometraggio (1912)
- The Green-Eyed Monster, regia di Allan Dwan – cortometraggio (1912)
- Cupid Through Padlocks, regia di Allan Dwan – cortometraggio (1912)
- For the Good of Her Men, regia di Allan Dwan – cortometraggio (1912)
- The Simple Love, regia di Allan Dwan (1912) – cortometraggio
- The Weaker Brother, regia di Allan Dwan – cortometraggio (1912)
- The Wordless Message, regia di Allan Dwan – cortometraggio (1912)
- The Evil Inheritance, regia di Allan Dwan – cortometraggio (1912)
- The Marauders, regia di Allan Dwan – cortometraggio (1912)
- The Thread of Life, regia di Allan Dwan – cortometraggio (1912)
- Under False Pretenses, regia di Allan Dwan – cortometraggio (1912)
- The Vanishing Race, regia di Allan Dwan – cortometraggio (1912)
- The Tell-Tale Shells, regia di Allan Dwan – cortometraggio (1912)
- Indian Jealousy, regia di Allan Dwan – cortometraggio (1912)
- The Canyon Dweller, regia di Allan Dwan – cortometraggio (1912)
- It Pays to Wait, regia di Allan Dwan – cortometraggio (1912)
- A Life for a Kiss, regia di Allan Dwan – cortometraggio (1912)
- The Meddlers, regia di Allan Dwan – cortometraggio (1912)
- The Girl and the Gun, regia di Allan Dwan – cortometraggio (1912)
- The Bad Man and the Ranger, regia di Allan Dwan – cortometraggio (1912)
- The Outlaw Colony, regia di Allan Dwan – cortometraggio (1912)
- The Land of Death, regia di Allan Dwan – cortometraggio (1912)
- The Bandit of Point Loma, regia di Allan Dwan – cortometraggio (1912)
- The Jealous Rage, regia di Allan Dwan – cortometraggio (1912)
- The Will of James Waldron, regia di Allan Dwan – cortometraggio (1912)
- The Greaser and the Weakling, regia di Allan Dwan – cortometraggio (1912)
- The Marked Gun – cortometraggio (1912)
- The Stranger at Coyote, regia di Allan Dwan (1912) – cortometraggio
- The Dawn of Passion, regia di Allan Dwan – cortometraggio (1912)
- The Vengeance That Failed, regia di Allan Dwan – cortometraggio (1912)
- Geronimo's Last Raid, regia di John Emerson – cortometraggio (1912)
- The Fear, regia di Allan Dwan – cortometraggio (1912)
- The Foreclosure, regia di Allan Dwan – cortometraggio (1912)
- White Treachery, regia di Allan Dwan – cortometraggio (1912)
- Their Hero Son, regia di Allan Dwan – cortometraggio (1912)
- Calamity Anne's Ward (riedizione: Calamity Anne, Guardian), regia di Allan Dwan – cortometraggio (1912)
- Father's Favorite, regia di Allan Dwan – cortometraggio  (1912)
- Jack of Diamonds, regia di Allan Dwan – cortometraggio (1912)
- The Reformation of Sierra Smith, regia di Allan Dwan (1912)
- The Promise, regia di Allan Dwan – cortometraggio (1912)
- The New Cowpuncher, regia di Allan Dwan – cortometraggio (1912)
- The Best Man Wins, regia di Allan Dwan – cortometraggio (1912)
- One, Two, Three, regia di Allan Dwan – cortometraggio (1912)
- The Wanderer, regia di Allan Dwan – cortometraggio (1912)
- Maiden and Men, regia di Allan Dwan – cortometraggio (1912)
- Man's Calling, regia di Allan Dwan – cortometraggio (1912)
- The Intrusion at Lompoc, regia di Allan Dwan – cortometraggio (1912)
- The Thief's Wife, regia di Allan Dwan – cortometraggio (1912)
- The Would-Be Heir, regia di Allan Dwan  – cortometraggio (1912)
- An Idyl of Hawaii – cortometraggio (1912)
- Jack's Word, regia di Allan Dwan – cortometraggio (1912)
- Her Own Country, regia di Allan Dwan – cortometraggio (1912)
- Pals, regia di Allan Dwan – cortometraggio (1912)
- The Animal Within, regia di Allan Dwan – cortometraggio (1912)
- The Law of God, regia di Allan Dwan (1912) – cortometraggio
- Nell of the Pampas, regia di Allan Dwan – cortometraggio (1912)
- The Daughters of Senor Lopez, regia di Allan Dwan – cortometraggio (1912)
- The Power of Love, regia di Allan Dwan – cortometraggio (1912)
- The Recognition, regia di Allan Dwan – cortometraggio (1912)
- The Blackened Hills, regia di Allan Dwan – cortometraggio (1912)
- The Girl of the Manor, regia di Allan Dwan – cortometraggio (1912)
- Loneliness of Neglect, regia di Allan Dwan – cortometraggio (1912)

#### 1913
- The Fraud That Failed, regia di Allan Dwan – cortometraggio (1913)
- Another Man's Wife, regia di Allan Dwan – cortometraggio (1913)
- Calamity Anne's Inheritance (riedizione: Calamity Anne's Legacy), regia di Allan Dwan – cortometraggio (1913)
- Their Masterpiece, regia di Allan Dwan – cortometraggio (1913)
- The Awakening, regia di Allan Dwan – cortometraggio (1913)
- The Silver-Plated Gun, regia di Allan Dwan – cortometraggio (1913)
- Women Left Alone, regia di Allan Dwan – cortometraggio (1913)
- Calamity Anne's Vanity, regia di Allan Dwan – cortometraggio (1913)
- The Romance, regia di Allan Dwan – cortometraggio (1913)
- The Finer Things, regia di Allan Dwan – cortometraggio (1913)
- Love Is Blind, regia di Allan Dwan – cortometraggio (1913)
- High and Low, regia di Allan Dwan – cortometraggio (1913)
- Jocular Winds, regia di Allan Dwan – cortometraggio (1913)
- Calamity Anne, Detective, regia di Allan Dwan – cortometraggio (1913)
- An Eastern Flower, regia di Allan Dwan – cortometraggio (1913)
- Cupid Never Ages, regia di Allan Dwan – cortometraggio (1913)
- Calamity Anne's Beauty, regia di Allan Dwan – cortometraggio (1913)
- Matches, regia di Allan Dwan – cortometraggio (1913)
- Cupid Throws a Brick, regia di Allan Dwan – cortometraggio (1913)
- Woman's Honor, regia di Allan Dwan – cortometraggio  (1913)
- In Another's Nest, regia di Allan Dwan – cortometraggio (1913)
- Boobs and Bricks, regia di Allan Dwan – cortometraggio  (1913)
- Calamity Anne's Trust, regia di Allan Dwan – cortometraggio (1913)
- Oil on Troubled Waters, regia di Allan Dwan – cortometraggio (1913)
- The Road to Ruin, regia di Allan Dwan – cortometraggio (1913)
- Angel of the Canyons, regia di Allan Dwan – cortometraggio (1913)
- The Great Harmony, regia di Allan Dwan – cortometraggio (1913)
- Calamity Anne's Parcel Post – cortometraggio (1913)
- Ashes of Three, regia di Allan Dwan – cortometraggio (1913)
- Her Big Story, regia di Allan Dwan – cortometraggio (1913)
- The Wishing Seat, regia di Allan Dwan – cortometraggio
- Reward of Courage, regia di Albert W. Hale – cortometraggio (1913)
- Unwritten Law of the West, regia di Gilbert P. Hamilton – cortometraggio (1913)
- A Husband's Mistake, regia di Albert W. Hale – cortometraggio (1913)
- Calamity Anne Takes a Trip, regia di Albert W. Hale – cortometraggio (1913)
- Quicksands, regia di Albert W. Hale – cortometraggio (1913)
- A Tale of Death Valley, regia di Gilbert P. Hamilton – cortometraggio (1913)
- The Song of the Soup – cortometraggio (1913)
- Truth in the Wilderness, regia di Lorimer Johnston – cortometraggio (1913)
- At the Half-Breed's Mercy, regia di Albert W. Hale – cortometraggio (1913)
- Tom Blake's Redemption, regia di Albert W. Hale, Lorimer Johnston – cortometraggio (1913)
- The Scapegoat, regia di Lorimer Johnston – cortometraggio (1913)
- Mission Bells – cortometraggio (1913)
- When Chemistry Counted, regia di Thomas Ricketts – cortometraggio (1913)
- The Adventures of Jacques, regia di Lorimer Johnston – cortometraggio (1913)
- The Mystery of Tusa, regia di Albert W. Hale – cortometraggio  (1913)
- A Tide in the Affairs of Men, regia di Albert W. Hale – cortometraggio  (1913)
- For the Flag, regia di Lorimer Johnston – cortometraggio  (1913)
- Jack Meets His Waterloo, regia di Lorimer Johnston – cortometraggio (1913)
- For the Crown, regia di Lorimer Johnston (1913)
- Calamity Anne, Heroine, regia di Lorimer Johnston – cortometraggio (1913)
- Travelers of the Road, regia di Allan Dwan – cortometraggio (1913)
- Master of Himself – cortometraggio (1913)
- The Badge of Honor – cortometraggio (1913)
- A Pitfall of the Installment Plan – cortometraggio (1913)
- Hidden Treasure Ranch, regia di Lorimer Johnston – cortometraggio (1913)
- The Restless Spirit, regia di Allan Dwan – cortometraggio (1913)
- In the Days of Trajan, regia di Lorimer Johnston – cortometraggio (1913)
- The Girl and the Greaser, regia di Lorimer Johnston – cortometraggio (1913)
- The Passerby, regia di James Neill – cortometraggio (1913)
- Forgotten Women, regia di J. Farrell MacDonald (1913)
- The Tale of the Ticker – cortometraggio (1913)
- Back to Life, regia di Allan Dwan – cortometraggio (1913)
- The Barrier of Bars, regia di Allan Dwan – cortometraggio (1913)
- La rosa e la torre (The Dread Inheritance), regia di J. Farrell MacDonald – cortometraggio (1913)
- Incognito – cortometraggio (1913)
- Rory o' the Bogs, regia di J. Farrell MacDonald – cortometraggio (1913)
- The Field Foreman, regia di Allan Dwan – cortometraggio (1913)

#### 1914
- The Magic Skin – cortometraggio (1914)
- The Man Who Lied, regia di J. Farrell MacDonald – cortometraggio (1914)
- The Man Between – cortometraggio (1914)
- Hearts and Flowers – cortometraggio (1914)
- The Acid Test – cortometraggio (1914)
- The Balance – cortometraggio (1914)
- Scooped by Cupid – cortometraggio (1914)
- Sealed Orders – cortometraggio (1914)
- The Bolted Door – cortometraggio (1914)
- The Lion, regia di Joseph De Grasse – cortometraggio (1914)
- Samson, regia di J. Farrell MacDonald (1914)
- As Fate Willed – cortometraggio  (1914)
- Toilers of the Sea – cortometraggio (1914)
- The Call Back  – cortometraggio (1914)
- The Sheep Herder – cortometraggio (1914)
- The Golden Ladder  – cortometraggio (1914)
- The Sandhill Lovers – cortometraggio (1914)
- The Silent Witness – cortometraggio (1914)
- A Twentieth Century Pirate – cortometraggio (1914)
- At Mexico's Mercy – cortometraggio (1914)
- Value Received – cortometraggio (1914)
- Out of the Valley – cortometraggio (1914)
- A Man and His Brother – cortometraggio (1914)
- Weights and Measures – cortometraggio (1914)
- There Is a Destiny – cortometraggio (1914)
- The Man from Nowhere – cortometraggio (1914)
- Little Meg and I – cortometraggio (1914)
- A Gentleman from Kentucky – cortometraggio (1914)
- The Proof of a Man – cortometraggio (1914)
- Disillusioned – cortometraggio (1914)
- His Father's Son – cortometraggio (1914)
- His Heart His Hand and His Sword – cortometraggio (1914)
- The Empire of Illusion – cortometraggio (1914)
- The Inn of the Winged Gods, regia di Jacques Jaccard – cortometraggio (1914)
- The King and the Man – cortometraggio (1914)

#### 1915
- A Captain of Villainy – cortometraggio (1915)
- A Bogus Bandit, regia di Jacques Jaccard – cortometraggio (1915)
- Smouldering Fires, regia di Jacques Jaccard – cortometraggio (1915)
- The Storm, regia di Jacques Jaccard – cortometraggio (1915)
- The Guardian of the Flock, regia di Jacques Jaccard – cortometraggio (1915)
- The Stool Pigeon, regia di Lon Chaney – cortometraggio (1915)
- For Cash, regia di Lon Chaney – cortometraggio  (1915)
- The Oyster Dredger, regia di Lon Chaney – cortometraggio  (1915)
- Payment Received
- The Shriek in the Night, regia di Jacques Jaccard – cortometraggio (1915)
- A Kentucky Idyll, regia di Jacques Jaccard – cortometraggio (1915)
- A Life at Stake, regia di Jacques Jaccard – cortometraggio (1915)
- The Palace of Dust, regia di Jacques Jaccard – cortometraggio (1915)
- The New Adventures of Terence O'Rourke, regia di Otis Turner - serial (1915)
- When a Queen Loved O'Rourke (o The New Adventures of Terence O'Rourke 2: When a Queen Loved O'Rourke), regia di Otis Turner – cortometraggio (1915)
- The Road to Paradise (o The New Adventures of Terence O'Rourke 3: The Road to Paradise), regia di Otis Turner – cortometraggio (1915)
- The Widow's Secret, regia di J. Warren Kerrigan – cortometraggio (1915)

#### 1916
- Langdon's Legacy, regia di Otis Turner (1916)
- Son o' the Stars, regia di Jacques Jaccard – cortometraggio (1916)
- The Pool of Flame, regia di Otis Turner (1916)
- The Gay Lord Waring, regia di Otis Turner (1916)
- A Son of the Immortals, regia di Otis Turner (1916)
- The Melody of Love, regia di J. Warren Kerrigan – cortometraggio (1916)
- The Silent Battle, regia di Jack Conway (1916)
- The Beckoning Trail, regia di Jack Conway (1916)
- The Code of the Mounted
- The Social Buccaneer, regia di Jack Conway (1916)
- The Fight on the Dam – cortometraggio (1916)
- The Torment, regia di Jack Conway – cortometraggio (1916)
- The Doctor's Decision, regia di Jack Conway – cortometraggio (1916)
- The Measure of a Man, regia di Jack Conway (1916)
- Rehabilitated – cortometraggio (1916)

#### 1917
- Double Revenge, regia di Allan Dwan – cortometraggio (1917)
- Nature's Calling, regia di Allan Dwan – cortometraggio (1917)
- The Old Sheriff, regia di Allan Dwan – cortometraggio (1917)
- Mouth-Organ Jack, regia di Allan Dwan – cortometraggio (1917)
- An Artist's Intrigue, regia di Allan Dwan – cortometraggio (1917)
- Hands in the Dark, regia di Henry MacRae – cortometraggio (1917)
- The Right Man, regia di Henry MacRae – cortometraggio (1917)
- A Man's Man, regia di Oscar Apfel (1917)

#### 1918
- A Man's Man (1918)
- The Turn of a Card (1918)
- Prisoners of the Pines (1918)
- Three X Gordon (1918)
- One Dollar Bid (1918)
- A Burglar for a Night (1918)
- Parted from His Bride (1918)

#### 1919
- A White Man's Chance, regia di Ernest C. Warde (1919)
- The End of the Game, regia di Jesse D. Hampton (1919)
- The Joyous Liar, regia di Ernest C. Warde (1919)
- Come Again Smith, regia di E. Mason Hopper (1919)
- The Best Man, regia di Thomas N. Heffron (1919)
- The Lord Loves the Irish, regia di Ernest C. Warde (1919)
- The Drifters, regia di Jesse D. Hampton (1919)

#### Anni venti
- $30,000, regia di Ernest C. Warde (1920)
- Number 99, regia di Ernest C. Warde (1920)
- The Green Flame, regia di Ernest C. Warde (1920)
- The Coast of Opportunity, regia di Ernest C. Warde (1920)
- The House of Whispers, regia di Ernest C. Warde (1920)
- Live Sparks, regia di Ernest C. Warde (1920)
- Screen Snapshots (1920)
- The Dream Cheater, regia di Ernest C. Warde (1920)
- Night Life in Hollywood (1922)
- I pionieri (The Covered Wagon), regia di James Cruze (1923)
- Hollywood, regia di James Cruze (1923)
- Mary of the Movies (1923)
- Alba tonante (Thundering Dawn), regia di Harry Garson (1923)
- The Girl of the Golden West, regia di Edwin Carewe (1923)
- The Man from Brodney's (1923)
- A Man's Man, regia di Oscar Apfel (1923)
- Captain Blood, regia di David Smith (1924)
- Hello, 'Frisco (1924)

### Regista
- The Widow's Secret (1915)
- The Melody of Love (1916)